# Александр (князь Липпе)
Карл Александр Липпский (нем. Karl Alexander zur Lippe; 16 января 1831, Детмольд — 13 января 1905, Санкт-Гильгенберг близ Дондорфа) — князь Липпе в 1895—1905 годах при регенте Адольфе Шаумбург-Липпском в 1895—1897 годах и Эрнсте Липпе-Бистерфельдском в 1897—1905 годах. Смена регентов при душевнобольном князе Липпском обусловлена конфликтом за липпское наследство между Шаумбург-Липпе и Липпе-Бистерфельдом. Со смертью князя Александра 13 января 1905 года угасла детмольдская ветвь княжеского дома Липпе.

## Биография
Князь Александр — седьмой ребёнок в семье Леопольда II и Эмилии Шварцбург-Зондерсгаузенской. Служил в звании капитана в гвардейском полку короля Ганновера. В 1851 году князь Александр неудачно упал с лошади, и к 1861 году у него стали проявляться первые признаки душевного расстройства. В конце 1871 года состояние душевного здоровья Александра Липпского пошатнулось настолько, что он был лишён дееспособности и отправлен на лечение в санаторий в Санкт-Гильгенберге под Байрейтом. Несколькими официальными медицинскими заключениями была установлена неизлечимая наследственная душевная болезнь, в связи с чем возникли вопросы о причине душевных расстройств, периодически проявляющихся у представителей дома Липпе. Дед Александра Леопольд I некоторое время находился под опекой дяди в связи со временным расстройством психики. Известно, что принц Фридрих (1797—1854), второй сын Леопольда I, также некоторое время признавался душевнобольным. Признаки шизофрении проявлялись у принца Казимира Августа (1777—1809), брата Леопольда I. В качестве одной из причин такой наследственной беды в доме Липпе указывается нередкий среди европейского дворянства инцухт: правители Детмольда часто женились на принцессах из Нассау и Ангальта.